# Jakob Glerup
Jakob Glerup Nielsen (født 20. april 1975) er en tidligere dansk professionel fodboldspiller, der spillede hele sin karriere i Viborg FF, hvor han spillede på midtbanen og var anfører i en stor del af sin tid i klubben. Han har klubrekorden for flest kampe i Viborg FF med 456 ligakampe.

## Karriere
Han kom til Viborg FF som 18-årig i 1994 for Aalborg Chang. Trods sine mange år i Viborg FF og hundredvis af kampe har han kun scoret 8 mål for klubben.
Glerup har spillet 14 kampe for U-landshold og én kamp for ligalandsholdet.